# Anfechtung
Der Rechtsbegriff Anfechtung bezeichnet die nachträgliche einseitige Beseitigung von Rechtsfolgen durch einen Betroffenen. Sie ist aus Gründen der Rechtssicherheit nicht beliebig statthaft und nur unter bestimmten Voraussetzungen, insbesondere bei Einhaltung von Fristen, zulässig. Ob die Rechtsfolgen nur für die Zukunft („ex nunc“) oder auch für die Vergangenheit („ex tunc“) beseitigt werden, hängt von der jeweiligen Regelung ab.

## Überblick
- Im deutschen Recht richtet sich die Anfechtbarkeit empfangsbedürftiger Willenserklärungen nach den §§ 119 ff. BGB.
- Abweichend von den allgemeinen Regelungen bestehen u. a. folgende Regelungen:
  - die Anfechtung der letztwilligen Verfügung (§§ 2078 ff. BGB);
  - die Anfechtung der Annahme oder der Ausschlagung der Erbschaft (§ 1954 BGB);
  - die Anfechtung der Handlungen eines in seiner Zahlungsfähigkeit gefährdeten Schuldners (Gläubigeranfechtung);
  - die Anfechtung der Vaterschaft (§§ 1593 ff. BGB);
  - die Anfechtung von Beschlüssen;
  - die Anfechtung von vor der Eröffnung des Insolvenzverfahrens benachteiligenden Handlungen (InsO).
- Zudem gibt es die Anfechtung gerichtlicher Entscheidungen insbesondere durch Rechtsbehelfe.
- Die Anfechtung von Verwaltungsakten erfolgt insbesondere durch Anfechtungsklagen.

## Anfechtung privatrechtlicher Willenserklärungen
In erster Linie versteht man unter Anfechtung das im Bürgerlichen Gesetzbuch geregelte gleichnamige Gestaltungsgeschäft, durch das eine fehlerhafte Willenserklärung rückwirkend beseitigt wird, wodurch das Rechtsgeschäft, das auf dieser fehlerhaften Willenserklärung beruhte, nach § 142 Abs. 1 BGB als von Anfang an nichtig anzusehen ist (ex-tunc-Wirkung). Die Anfechtung wird zu den sogenannten rechtsvernichtenden Einwendungen gezählt, wobei dies umstritten ist und teilweise aufgrund der Ex-tunc-Wirkung der Anfechtung stattdessen eine rechtshindernde Einwendung angenommen wird. Dieser Anfechtung liegt ein Gestaltungsrecht (das Anfechtungsrecht) zugrunde; es muss erklärt, also ausgeübt werden.
Die gesetzlichen Anfechtungsrechte können jedoch z. B. durch Handelsbräuche eingeschränkt werden, siehe § 346 HGB. Dies ist z. B. im Börsenhandel der Fall (Mistrade).

### Allgemeines Zivilrecht und Rechtsgeschäftslehre

#### Ausübung eines Anfechtungsrechts
Ein Anfechtungsrecht wird wirksam ausgeübt, wenn der Anfechtungsberechtigte einen Anfechtungsgrund (Gestaltungsrecht) hat und innerhalb der Anfechtungsfrist eine Anfechtungserklärung (Gestaltungserklärung) abgibt.

##### Anfechtungsgrund
Ein Anfechtungsgrund besteht nach dem allgemeinen Teil des Bürgerlichen Gesetzbuches in folgenden Fällen:
- Erklärungsirrtum: Objektiv Erklärtes und subjektiv Gewolltes fallen auseinander. (Ich wollte rechtlich etwas anderes erklären, Ich wähle ein falsches Erklärungszeichen: Versprechen, Verschreiben, Vergreifen.) – § 119 Abs. 1 Var. 2 BGB.
- Inhaltsirrtum: Objektiv Erklärtes und subjektiv Gewolltes fallen nicht auseinander, aber der Erklärende misst dem Erklärten eine andere Bedeutung bei, als dies allgemein üblich ist. (Ich wollte so etwas nicht erklären, z. B. Unterschreiben eines Kaufvertrags in der Annahme, es sei ein Mietvertrag) – § 119 Abs. 1 Var. 1 BGB.
- Übermittlungsirrtum (Dir wollte ich nichts erklären oder Dir wollte ich so etwas nicht erklären) – § 120 BGB.
- Irrtum über wesentliche Eigenschaften des Erklärungsobjekts (Gegenstand des Irrtums ist eine Person, Sache, Forderung oder ein Recht), sonst vermögenswerte Position (Das wollte ich schon erklären, aber nicht über eine so beschaffene Sache, gilt nur für wertbildende Faktoren, nicht jedoch für den Wert selbst) – § 119 Abs. 2 BGB.
- Arglistige Täuschung und widerrechtliche Drohung (§ 123 BGB).

Anfechtungsberechtigt ist jeweils der Irrende, Getäuschte oder Bedrohte, nicht sein Geschäftspartner.
Allgemein nicht anerkannt wird vom Zivilrecht der so genannte Motivirrtum. Er ist grundsätzlich unbeachtlich. Ein solcher bezieht sich auf Gründe, die eine Erklärung auslösten (Ich erklärte dies, weil…) oder Folgen, die durch die Erklärung beabsichtigt sind (Ich erklärte dies, damit…). Beispielsweise ist ein Aktienkauf nicht etwa deshalb anfechtbar, weil der Käufer irrig glaubt, dass die Aktienkurse nur steigen könnten. Als einzige gesetzlich geregelte Ausnahme zur Unbeachtlichkeit des Motivirrtums kann ein Irrtum über wesentliche Eigenschaften angesehen werden. In einer in der Literatur befindlichen Lehre wird jedoch der Eigenschaftsirrtum als ausnahmsweise beachtlicher Motivirrtum angesehen. Nach dieser Auffassung muss sich der Irrtum nach § 119 Abs. 2 BGB auf eine verkehrswesentliche Eigenschaft der Sache beziehen, und subjektiv sowie objektiv erheblich sein. Über die Abgrenzung des beachtlichen Eigenschaftsirrtums vom unbeachtlichen Motivirrtum besteht innerhalb der Rechtsprechung und der Literatur ein Theorienstreit.
Ferner ist der sogenannte „verdeckte Kalkulationsirrtum“ unbeachtlich, da die Kalkulation nur der Vorbereitung einer Willenserklärung dient. Nach einhelliger Meinung der Literatur und im Gegensatz zur Rechtsprechung des Reichsgerichts gilt gleiches für den offenen Kalkulationsirrtum, da der Erklärende nicht das Kalkulationsrisiko auf den Empfänger abwälzen soll. Anderes gilt nur, wenn der Rechenfehler evident ist. Unbeachtliche Motivirrtümer erstrecken sich auch auf die von der Rechtsprechung entwickelte Fallgruppe der sogenannten Rechtsfolgeirrtümer, die nur dann nicht unbeachtlich sind, wenn das Rechtsgeschäft sich nicht lediglich auf zusätzliche oder mittelbare Rechtswirkungen (Nebenwirkungen) bezieht, die zu den gewollten und eingetretenen hinzutreten.

##### Anfechtungsfrist
Der Anfechtungsberechtigte muss die jeweils geltende Anfechtungsfrist (unverzüglich, ein Jahr, zehn Jahre) einhalten. Nach Ablauf der Frist wird das Rechtsgeschäft endgültig wirksam.
Die Anfechtung einer nach § 119 oder nach § 120 BGB anfechtbaren Willenserklärung muss unverzüglich, also ohne schuldhaftes Zögern, erfolgen (§ 121 BGB). Dies gilt also für die Anfechtung wegen der Anfechtungsgründe Erklärungsirrtum, Inhaltsirrtum, Übermittlungsirrtum oder Irrtum über verkehrswesentliche Eigenschaften. Diese Frist beginnt, wenn der Erklärende von dem Anfechtungsgrund Kenntnis erlangt (§ 121 Abs. 1 S. 1 BGB).
Nach § 124 BGB kann die Anfechtung einer nach § 123 BGB (wegen arglistiger Täuschung oder Drohung) anfechtbaren Willenserklärung nur binnen Jahresfrist erfolgen. Die Frist beginnt im Falle der arglistigen Täuschung mit dem Zeitpunkt, in welchem der Anfechtungsberechtigte die Täuschung entdeckt, im Falle der widerrechtlichen Drohung mit dem Zeitpunkt, in welchem die Zwangslage aufhört (§ 124 Abs. 2 S. 1 BGB).
Die Anfechtung ist jedoch gänzlich ausgeschlossen, wenn seit der Abgabe der Willenserklärung zehn Jahre verstrichen sind (§ 121 Abs. 2, § 124 Abs. 3 BGB).
Bei der Anfechtungsfrist handelt es sich nicht um eine Verjährungsregelung, sondern eine Ausschlussfrist: Gemäß § 194 Abs. 1 BGB unterliegen nur Ansprüche der Verjährung. Die Anfechtung ist aber ein Gestaltungsrecht und kein Anspruch. Des Weiteren führt die Einrede der Verjährung zur Rechtshemmung in Form eines dauerhaften Leistungsverweigerungsrechts, und damit nicht zum Erlöschen des Anspruchs, die Anfechtung jedoch zum Erlöschen des Anspruchs. Bedeutung hat diese Unterscheidung insbesondere deswegen, weil die Ausschlussfristen des § 121 bzw. § 124 BGB von Amts wegen berücksichtigt werden muss, die Verjährung jedoch in einem anhängigen Rechtsstreit geltend gemacht werden muss.

##### Anfechtungserklärung
Der Anfechtungsberechtigte hat die Wahl, ob er das Rechtsgeschäft trotz der Anfechtbarkeit gelten lassen will oder ob er durch Anfechtung dessen Wirksamkeit beendet. Die Anfechtung hat durch Erklärung gegenüber dem Anfechtungsgegner zu erfolgen (§ 143 BGB). Dies ist bei einem Vertrag der andere Vertragspartner, bei einer empfangsbedürftigen Willenserklärung (z. B. einer Kündigung) der Empfänger und ansonsten (z. B. bei der Auslobung) jeder, der auf Grund des Rechtsgeschäfts einen rechtlichen Vorteil erlangt hat. Eine bestimmte Form ist für die Anfechtungserklärung grundsätzlich nicht vorgeschrieben, selbst dann nicht, wenn das angefochtene Geschäft formbedürftig ist. Der Anfechtende muss das Wort „Anfechtung“ nicht benutzen, es reicht aus, dass seine Erklärung erkennen lässt, er wolle das Rechtsgeschäft nicht gelten lassen.
Als Gestaltungsrecht ist die Anfechtungserklärung bedingungsfeindlich. Von der verbotenen bedingten Anfechtung ist aber die erlaubte Eventualanfechtung zu unterscheiden. „Eine Eventualanfechtung liegt vor, wenn die Wirkung der Anfechtungserklärung nicht von einem zukünftigen, ungewissen Ereignis abhängig gemacht werden (bedingte Anfechtung), sondern sich aus der künftigen Klarstellung eines im Zeitpunkt der Anfechtungserklärung objektiv bereits bestehenden, für die Bet[eiligten] aber ungewissen Rechtszustands ergeben soll“. Zulässig ist zum Beispiel eine Eventualanfechtung für den Fall, das ein Rechtsgeschäft nicht den erwarteten Inhalt habe oder nichtig sei.

#### Wirkung
Durch die wirksame Anfechtung wird das Rechtsgeschäft grundsätzlich rückwirkend (lat. ex tunc) vernichtet. Es ist deshalb als von Anfang an nichtig anzusehen (§ 142 Abs. 1 BGB). Ausnahmen von dieser Rückwirkung bestehen bei der Anfechtung der Eingehung der Ehe (§ 1313 BGB), bei Gesellschafts- und bei Arbeitsverträgen. Dort wirkt die Anfechtung erst ab dem Zugang der Erklärung, also nur für die Zukunft (lat. ex nunc). Begründet wird dies damit, dass die Rückabwicklung bereits in Vollzug gesetzter Arbeitsverträge und Gesellschaftsverträge zu Rückabwicklungsproblemen führen würde. Insofern gelten diese Verträge für die Vergangenheit nicht als nichtig. Jedoch soll die Anfechtung dennoch auf den Zeitpunkt zurückwirken, zu dem das Arbeitsverhältnis außer Vollzug gesetzt worden ist, da sich ab diesem Zeitpunkt keine Rückabwicklungsprobleme mehr ergeben.
Auch kann die Wirkung der Anfechtung durch Treu und Glauben nach § 242 BGB ausgeschlossen sein. Dies ist bspw. dann der Fall, wenn der Anfechtungsgegner einer aufgrund eines Irrtums erfolgten Anfechtung, den Vertrag wie durch den Anfechtenden eigentlich gemeint oder verstanden gegen sich gelten lässt. Der Anfechtende muss sich an dem eigentlich gewollten festhalten lassen, da er andernfalls treuwidrig durch widersprüchliches Verhalten (venire contra factum proprium) zu einem nicht vorgesehenen Reuerecht käme.
Der Anfechtende ist zum Schadenersatz verpflichtet, außer wenn der Vertragspartner den Grund für die Anfechtbarkeit des Geschäfts kannte oder kennen musste (§ 122 BGB) bzw. bei arglistiger Täuschung oder Drohung. Dabei haftet der Anfechtende jedoch nicht für den Schaden, der dem Vertragspartner durch die Nichterfüllung des angefochtenen Rechtsgeschäfts entsteht (Nichterfüllungsschaden, positives Interesse), sondern lediglich für den Schaden, der diesem durch das Vertrauen in die Wirksamkeit entstanden ist (Vertrauensschaden, negatives Interesse).
Gegebenenfalls entstehen auch bereicherungsrechtliche Ansprüche aus den §§ 812 ff. BGB. Durch den nichtigen Rechtsgrund (Vertrag) sind Leistungen zu Unrecht erbracht worden, deren Rückabwicklung das Bereicherungsrecht gewährleistet.

### Familienrecht
Im Familienrecht gibt es andere gesetzliche Voraussetzungen für einen Anfechtungsgrund. So erschwert das Familienrecht die Anfechtung einer Ehe (§§ 1313 ff. BGB), auch verfahrensrechtlich.

### Erbrecht
Das Erbrecht erlaubt die Anfechtung eines Testaments auch aufgrund eines Motivirrtums (§ 2078 Abs. 2 BGB) und verändert den Kreis der Anfechtungsberechtigten, in dem Sinne, dass nicht der erklärende Erblasser selbst anfechtungsberechtigt ist, sondern nur diejenigen, denen die Aufhebung der letztwilligen Verfügung zustattenkommen würde (§ 2080 BGB). Dies sind folgerichtig Dritte wie z. B. die gesetzlichen Erben.

### Mietrecht
Der Bundesgerichtshof hat entschieden, dass die Anfechtung eines Mietvertrages über Geschäftsräume wegen arglistiger Täuschung auch nach Überlassung der Mieträume und Beendigung des Mietvertrages neben der Kündigung zulässig ist.

### Arbeitsrecht
Im Grundsatz können auch Willenserklärungen, die auf Abschluss eines Arbeitsvertrages gerichtet waren, angefochten werden. Jedoch wird das Anfechtungsrecht hierbei ein wenig modifiziert. So muss die Anfechtung nicht wie in § 121 BGB unverzüglich geschehen, sondern kann analog § 626 Abs. 2 BGB bis zu zwei Wochen nach Kenntnis des Grundes erfolgen. Auch wirkt die Anfechtung entgegen § 142 BGB nicht ex tunc, sondern ex nunc. Dies ist allein der praktisch beinahe unmöglichen kondiktionsrechtlichen Rückabwicklung, bei der nicht nur Arbeitsleistung und Lohn, sondern auch Sozialabgaben, Steuerzahlungen, öffentliche Förderungen etc. berücksichtigt werden müssten, des Arbeitsverhältnisses geschuldet. Ähnliche Einschränkungen der Rechtsfolge ergeben sich auch bei angefochtenen Gesellschaftsverträgen. Die Anfechtung kann jedoch auf den Zeitpunkt der Außervollzugsetzung des Arbeitsverhältnisses zurückverlegt werden, so z. B. auf den Zeitpunkt vor dem Urlaub. Dies hat den Vorteil, dass der Arbeitgeber kein Urlaubsgeld zahlen muss.

### Börsenhandel
Um Rechtssicherheit und Marktintegrität nach der EU-Marktmissbrauchsrichtlinie zu schaffen und langwierige Gerichtsprozesse zu vermeiden, gibt es an allen Börsen zeitlich sehr enge Fristen, um fehlerhafte Geschäfte (sogenannte Mistrades) annullieren zu lassen. In der Regel muss ein sogenannter Mistradeantrag innerhalb von 30 Minuten nach dem Abschluss des Geschäftes gestellt werden.
Damit die Mistrade-Regeln nicht umgangen werden und Gerichte im Nachgang sich nicht doch mit der Frage beschäftigen müssen, ob ein Geschäft Bestand hat oder nicht, sind an den meisten Börsen zivilrechtliche Anfechtungsmöglichkeiten zur Aufhebung des Geschäftes explizit ausgeschlossen.
Nur so ist es zivilrechtlich möglich, dass auch offensichtliche Mistrades nicht im Nachhinein durch Irrtumsanfechtungen aufgehoben werden und die Banken somit die Verluste tragen müssten.
Jens Ekkenga schreibt im Münchener Kommentar zum HGB: „Begründet wird der zurückhaltende Umgang mit der Irrtumsanfechtung im Effektengeschäft zum einen damit, dass die Anfechtung typischer Geschäfte des Massenverkehrs eine der Verkehrssicherheit abträglichen Breitenwirkung entfalten könnte“.

## Gläubigerschutz- bzw. Insolvenzrecht
Hat ein Schuldner bei seiner drohenden Zahlungsunfähigkeit zum Nachteil seiner Gläubiger Vermögenswerte „beiseite geschafft“ – etwa an seine Ehefrau verschenkt –, so sind die zugrunde liegenden Handlungen unter bestimmten Voraussetzungen anfechtbar.
Dabei ist zwischen der privaten Gläubigeranfechtung zugunsten eines einzelnen Gläubigers nach dem Anfechtungsgesetz und der Insolvenzanfechtung durch den Insolvenzverwalter nach der Insolvenzordnung zugunsten aller Gläubiger zu unterscheiden. Mit Insolvenzeröffnung ist nur eine Insolvenzanfechtung möglich.
Nach dem Anfechtungsgesetz bzw. den Regeln über die Insolvenzanfechtung ist das Anfechtungsrecht ein Anspruch. Es bewirkt, dass eine gläubigerschädigende Vermögensverfügung unbeachtlich ist; der neue Inhaber muss die Zwangsvollstreckung in sein anfechtbar erworbenes Vermögen dulden; er haftet für die Schuld des Schuldners. Diese Anfechtung ist weder Gestaltungsrecht noch muss sie ausgeübt werden, sondern kann sogleich (ggf. gerichtlich) durchgesetzt werden. Ist ein Insolvenzverfahren anhängig, sind auf die Anfechtung die §§ 129 ff. InsO anwendbar; Ansprüche wegen Insolvenzanfechtung macht in diesem Fall der Insolvenzverwalter oder (im Fall der Eigenverwaltung) der Sachwalter für alle Gläubiger geltend. Ist kein Insolvenzverfahren anhängig, sind die Vorschriften des Anfechtungsgesetzes auf die Anfechtung anwendbar.
Die Ermittlung von Anfechtungsansprüchen ist für Insolvenzverwalter häufig essentiell, um in einem Insolvenzverfahren die verfügbare Masse zu erhöhen. Daher wenden Verwalter hierfür auch häufig einen höheren Arbeitsaufwand auf oder setzen entsprechende spezielle Analyseprogramme ein. Nur dadurch, dass der Vorteil, den sich ein einzelner Gläubiger verschafft hat, im Rahmen einer Insolvenzanfechtung zurückgeführt wird, kann eine höhere Befriedigung der Gesamtgläubigerschaft erzielt werden. Wenn die Anfechtungsgründe Anwendung finden, kann der Gläubiger die im Rahmen der Anfechtung an den Verwalter (in die Insolvenzmasse) gezahlten Beträge selbst wiederum als Tabellenforderung geltend machen. Diese Forderung wird dann jedoch gleichberechtigt mit anderen Forderungen bedient. Für den einzelnen Anfechtungsgegner mag dies im Detail als Ungerechtigkeit erscheinen; der Gesetzgeber betrachtet jedoch den Vorteil, den sich der Gläubiger im Vorfeld verschafft hat und nivelliert ihn durch die Möglichkeit der Anfechtung. Es können Geschäftsvorfälle bis zu 10 Jahre vor Insolvenzantragstellung angefochten werden.

## Anfechtung im öffentlichen Recht

### Anfechtung öffentlich-rechtlicher Willenserklärungen
Um Rechtssicherheit herzustellen, können die im Rahmen eines Gerichtsverfahrens gegenüber dem Gericht abgegebenen Erklärungen zum Verfahrensfortgang (Prozesshandlungen) grundsätzlich nicht angefochten werden. So ist beispielsweise ein Anerkenntnis für den Beklagten bindend. Eine Ausnahme von diesem Grundsatz kann nur gemacht werden, wenn die Gegenseite auf die Wirksamkeit der Prozesshandlung nicht vertraut hat.
Der Abschluss eines Vergleichs im gerichtlichen Verfahren ist zwar ebenfalls eine Prozesshandlung, hat aber auch materiell-rechtliche Wirkung. Er kann wegen dieser Doppelnatur nach ähnlichen Grundsätzen wie andere Rechtsgeschäfte angefochten werden.
Auf öffentlich-rechtliche Willenserklärungen, durch die ein Verwaltungsvertrag abgeschlossen wird, sind die Regelungen des BGB über die Anfechtung entsprechend anwendbar.

### Anfechtung behördlicher oder gerichtlicher Entscheidungen
Von Anfechtung spricht man auch, wenn der Adressat einer behördlichen oder gerichtlichen Entscheidung gegen diese vorgeht, also Rechtsbehelfe erhebt oder Rechtsmittel einlegt.
Welcher Rechtsbehelf statthaft ist, richtet sich nach der jeweiligen Entscheidungsart. Beispielsweise kann gegen einen Verwaltungsakt Widerspruch (im Steuerrecht Einspruch) und Anfechtungsklage statthaft sein. Gegen einen Beschluss geht man meist mit einer Beschwerde vor, gegen ein Urteil mit Berufung oder Revision. Manche gerichtlichen Maßnahmen sind auch unanfechtbar.